# Renault R26
A Renault R26 egy Formula–1-es versenyautó, melyet a Renault csapat tervezett és versenyeztetett a 2006-os Formula–1 világbajnokság során. Pilótái a világbajnoki címvédő Fernando Alonso és Giancarlo Fisichella voltak. A Bob Bell, James Allison, Tim Densham és Dino Toso által, Pat Symonds felügyelete alatt készült autó a szezon 18 versenyéből nyolcat megnyert, és mind Alonso, mind a csapat megvédte világbajnoki címét, habár jóval nehezebb dolguk volt a rivális Ferrari csapattal szemben, mint az előző évben. Ez volt a Michelin gumigyártó utolsó világbajnoki címe a sportágban. A csapatot ebben az évben utoljára még mindig a Mild Seven dohánygyár szponzorálta, ahol be voltak tiltva a dohányreklámok, ott a Team Spirit felirat szerepelt az autókon.
Az autó nagyon megbízható volt, Alonso egyetlen kasztnival versenyezte végig az egész évet (a Formula–1-es pilóták az idény során általában többet is használtak). Az R26-os volt a legtöbb kört az élen az idényben és a legtöbb győzelmet is ez aratta. Az autó ma Párizsban tekinthető meg a Renault gyűjteményében.

## A lengéscsillapító
A Renault csapat úgynevezett hangolt lengéscsillapítót használt, amely működési elvéből kifolyólag csökkentette a rezgéseket azon alkatrészeken, amelyekhez csatlakoztatásra került. Ezt az eszközt általában földrengések kármegelőzésére vagy magas épületek kilengésének mérséklésére használják. A Renault csapat kifejezetten abból a célból vetette be, hogy az autó eleje stabil maradjon a kerékvetőkön, valamint a kanyarokban. Aerodinamikai szempontból nagyon fontos volt, hogy az autó eleje stabil maradjon. Maga az eszköz, amelyet Rob Marshall tervezett, egy álló henger volt, amelyben egy 9 kg tömegű korong volt, melyet két rugó tartott, és az egész folyadékkal volt feltöltve. Mindezt pedig az orrkúpba építették be. Az eszközt finomhangolni lehetett az aktuális pályakarakterisztikának megfelelően. A lengéscsillapító eszköz a rezgéseket az ellenkező irányba tolta át, az ellenható erők pedig kioltották egymást, emiatt az autó eleje rendkívül stabil lett.
Az eszközt már a 2005-ös szezon végén is kipróbálták, és akkor legálisnak minősítették. A 2006-os szezon első felében a Renault kényelmes előnyt szerzett magának a világbajnokságban a Ferrarival szemben. Csakhogy a német nagydíj előtt az FIA betiltotta az eszköz használatát, és valamennyi ezt használó csapatot kötelezett a kiszerelésére. Hiába nyilvánították korábban legálisnak, végül arra a döntésre jutottak, hogy mivel ez egy mozgó eszköz, amely az aerodinamikát segíti, ezért tiltott. A Renault esetében ez különösen hátrányos döntés volt, mert ők az egész autót a megoldás köré építették, míg az őket lemásoló rivális csapatok csak utóbb építették be, így nekik nem jelentett különösebb gondot a kiszerelés, miközben a Renault körönként 3 tizedmásodperccel lett így lassabb. A hátralévő hét versenyből ötöt meg is nyert a Ferrari, de a Renault előnye még így is maradt akkora, hogy megvédjék bajnoki címüket.

## Eredmények
| Év   | Csapat                     | Motor        | Gumik | Pilóták              | 1   | 2   | 3   | 4   | 5   | 6   | 7   | 8   | 9   | 10  | 11  | 12  | 13  | 14  | 15  | 16  | 17  | 18  | Pontok | Helyezés |
| ---- | -------------------------- | ------------ | ----- | -------------------- | --- | --- | --- | --- | --- | --- | --- | --- | --- | --- | --- | --- | --- | --- | --- | --- | --- | --- | ------ | -------- |
| 2006 | Mild Seven Renault F1 Team | Renault RS26 | M     |                      | BHR | MAL | AUS | SMR | EUR | ESP | MON | GBR | CAN | USA | FRA | GER | HUN | TUR | ITA | CHN | JPN | BRA | 206    | 1.       |
| 2006 | Mild Seven Renault F1 Team | Renault RS26 | M     | Fernando Alonso      | 1   | 2   | 1   | 2   | 2   | 1   | 1   | 1   | 1   | 5   | 2   | 5   | KI  | 2   | KI  | 2   | 1   | 2   | 206    | 1.       |
| 2006 | Mild Seven Renault F1 Team | Renault RS26 | M     | Giancarlo Fisichella | KI  | 1   | 5   | 8   | 6   | 3   | 6   | 4   | 4   | 3   | 6   | 6   | KI  | 6   | 4   | 3   | 3   | 6   | 206    | 1.       |

## Fordítás
Ez a szócikk részben vagy egészben  a   Renault R26 című angol Wikipédia-szócikk ezen változatának fordításán alapul.  Az eredeti cikk szerkesztőit annak laptörténete sorolja fel. Ez a jelzés csupán a megfogalmazás eredetét és a szerzői jogokat jelzi, nem szolgál a cikkben szereplő információk forrásmegjelöléseként.